# Fort Willem I (Breskens)
Fort Willem I is een voormalige versterking op ruim 3 km ten westen van de Nederlandse plaats Breskens aan de monding van de Westerschelde.
Het fort is omstreeks 1810 als Fort Napoleon gebouwd in opdracht van Napoleon en maakte deel uit van de Stelling van Breskens, waartoe ook Fort Frederik Hendrik en het Havenfort behoorden. In 1814 kreeg het de huidige naam.
Nadat het fort nog enige tijd geactiveerd is tijdens de Belgische Opstand van 1830-1838 werd het in 1859 opgeheven en vervolgens gesloopt, waarbij de grondwerken als wallen en grachten bleven bestaan.

## Napoleonhoeve
In 1875 werd de Napoleonhoeve gebouwd door Abraham Luteyn. In 1952 werd hier een camping ingericht, een der oudste van Zeeland. Deze begon met enkele treinstellen en eenvoudige zomerhuisjes. Hoewel er voor de Tweede Wereldoorlog ook al strandtoerisme bestond begon het massatoerisme in de 2e helft van de 20e eeuw vorm te krijgen.
Eind jaren 80 van de 20e eeuw werd de dijk voor het fort op deltahoogte gebracht en moest de camping verhuizen. Ze beslaat een gebied van 13 ha, waaronder het fortterrein.
De contouren van de gracht zijn nog terug te vinden in de groengordel, en oneffenheden op het terrein verwijzen naar de vroegere wallen.
Bij de ingang van de camping is een monumentje opgericht bestaande uit een laat-20e-eeuwse buste van Napoleon die geflankeerd wordt door twee stenen die van het oorspronkelijke fort afkomstig zijn en waarvan er een de letter N en de andere het jaartal 1813 draagt.